# Mecolaesthus taino
Espèce
Mecolaesthus taino est une espèce d'araignées aranéomorphes de la famille des Pholcidae.

## Distribution
Cette espèce est endémique des Antilles. Elle se rencontre à la Guadeloupe et à la Dominique.

## Description
Le mâle holotype mesure 3,9 mm et la femille paratype 3,9 mm.

## Étymologie
Cette espèce a été nommée en référence aux Taïnos.

## Publication originale
- Huber, 2000 : New World pholcid spiders (Araneae: Pholcidae): A revision at generic level.Bulletin of the American Museum of Natural History, no 254, p. 1-348 (texte intégral) .